# Kabale (Stadt)
Kabale ist eine Stadt im Südwesten Ugandas etwa 20 km entfernt von der Grenze zu Ruanda mit etwa 50.871 Einwohnern. Sie ist die Hauptstadt des gleichnamigen Distrikts Kabale und liegt am Fluss Mugogo.
Kabale ist das Zentrum des Bakiga-Stammes.
Kabale ist Sitz des Bistums Kabale.
Manchmal mit dem Spitznamen „Kastone“ wie in der Landessprache Rukiga, ist ein „Kabale“ ein kleiner Stein.

## Lage
Kabale liegt im Bezirk Kabale der Unterregion Kigezi. Es ist etwa 142 Kilometer auf der Straße südwestlich von Mbarara, der größten Stadt in der westlichen Region Ugandas. Dies sind etwa 410 Kilometer auf der Straße südwestlich von Kampala, Ugandas Hauptstadt und größte Stadt. Die Stadt liegt 2.000 Meter über dem Meeresspiegel.

## Klima
|                         | Januar | Februar | März | April | Mai | Juni | Juli | August | September | Oktober | November | Dezember | Jahr |
| ----------------------- | ------ | ------- | ---- | ----- | --- | ---- | ---- | ------ | --------- | ------- | -------- | -------- | ---- |
| Niederschlag in mm      | 50     | 100     | 125  | 120   | 95  | 25   | 20   | 45     | 95        | 100     | 115      | 90       | 880  |
| Ø min. Temperatur in °C | 10     | 10      | 11   | 12    | 11  | 10   | 9    | 10     | 11        | 11      | 11       | 10       | 10,5 |
| Ø max. Temperatur in °C | 24     | 24      | 23   | 22    | 22  | 23   | 23   | 24     | 24        | 24      | 23       | 23       | 23,2 |

## Bevölkerungsentwicklung
1969 zählte die nationale Volkszählung in diesem Jahr 8.234 Menschen in Kabale Town. Laut der Volkszählung von 1980 war diese Bevölkerung auf 21.469 angewachsen. 1991 zählte das Volkszählungsjahr 29.246 Einwohner auf. Bei der nationalen Volkszählung 2002 hatte Kabale 41.344 Einwohner. Die nationale Volkszählung und Haushaltsumfrage 2014 zählte 49.186 Personen auf. Im Jahr 2020 schätzte das Uganda Bureau of Statistics (UBOS) die Bevölkerung zur Jahresmitte auf 53.200. UBOS berechnete, dass die Bevölkerung von Kabale Town zwischen 2014 und 2020 mit einer durchschnittlichen Rate von 1,36 Prozent pro Jahr wuchs.
| Jahr        | Einwohner |
| ----------- | --------- |
| Zensus 1969 | 8.234     |
| Zensus 1980 | 21.469    |
| Zensus 1991 | 29.246    |
| Zensus 2002 | 41.344    |
| Zensus 2014 | 49.186    |
| Zensus 2020 | 53.200    |

## Sehenswürdigkeiten
Zu den anderen Sehenswürdigkeiten innerhalb der Stadtgrenzen oder in der Nähe der Stadtränder gehören die folgenden:
- Hauptsitz der Bezirksverwaltung Kabale

- Büros des Stadtrats von Kabale

- Kabale Regional Referral Hospital, ein öffentliches Krankenhaus mit 250 Betten, das vom ugandischen Gesundheitsministerium verwaltet wird

- Zweigstelle des Nationalen Sozialversicherungsfonds

- Kabale Currency Centre, eine Währungsspeicher- und -verarbeitungsanlage, die Ugandas Zentralbank gehört und von ihr betrieben wird

- Kabale University, eine staatliche Universität

- Flughafen Kabale, ein ziviler Flughafen, der von der Gemeinde Kabale betrieben wird

- Kabale Campus der Uganda Martyrs University

- Kabale Golfplatz

- Kathedrale von Rushoroza - Sitz der katholischen Diözese Kabale

- Radio Maria Uganda - Kabale Station, auf dem Rushoroza Hill

- St Mary’s College Rushoroza - Kabale, gegründet von der katholischen Kirche

- St. Paul’s Seminary Rushoroza - gegründet von der katholischen Kirche

## Nennenswerte Persönlichkeiten
- Peter Mugarura, Ökonom und Spezialist für Entwicklungsökonomie

- Benon Fred Twinamasiko, Physiker, Makerere University

- Augustus Nuwagaba, Sozialarbeiter und Akademiker

- Edith Mary Bataringaya, Aktivistin und Politikerin

- Tumusime Emmanuel Mutebire, Gouverneur Bank von Uganda

- Ruhakana Rugunda, Premierminister der Republik Uganda

- Callistus Rubaramira, Bischof der römisch-katholischen Diözese Kabale

- Ian Mugisha, Lebensberater, Eheberater.

- George Bagamuhunda, Bischof der Diözese Kigezi der Kirche Uganda

- Ezra Suruma - Ökonom & Akademiker

## Galerie

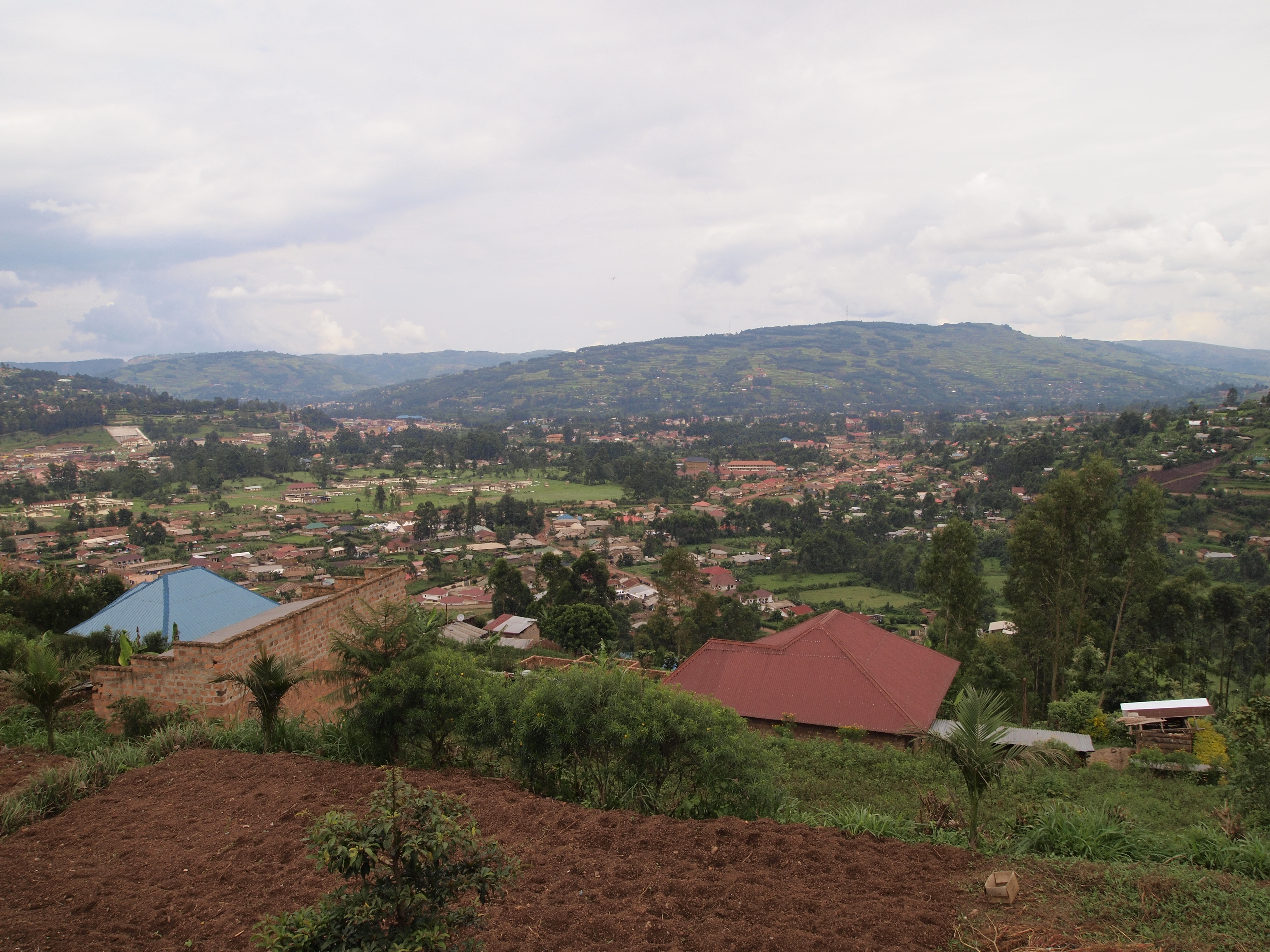
Blick auf Kabale
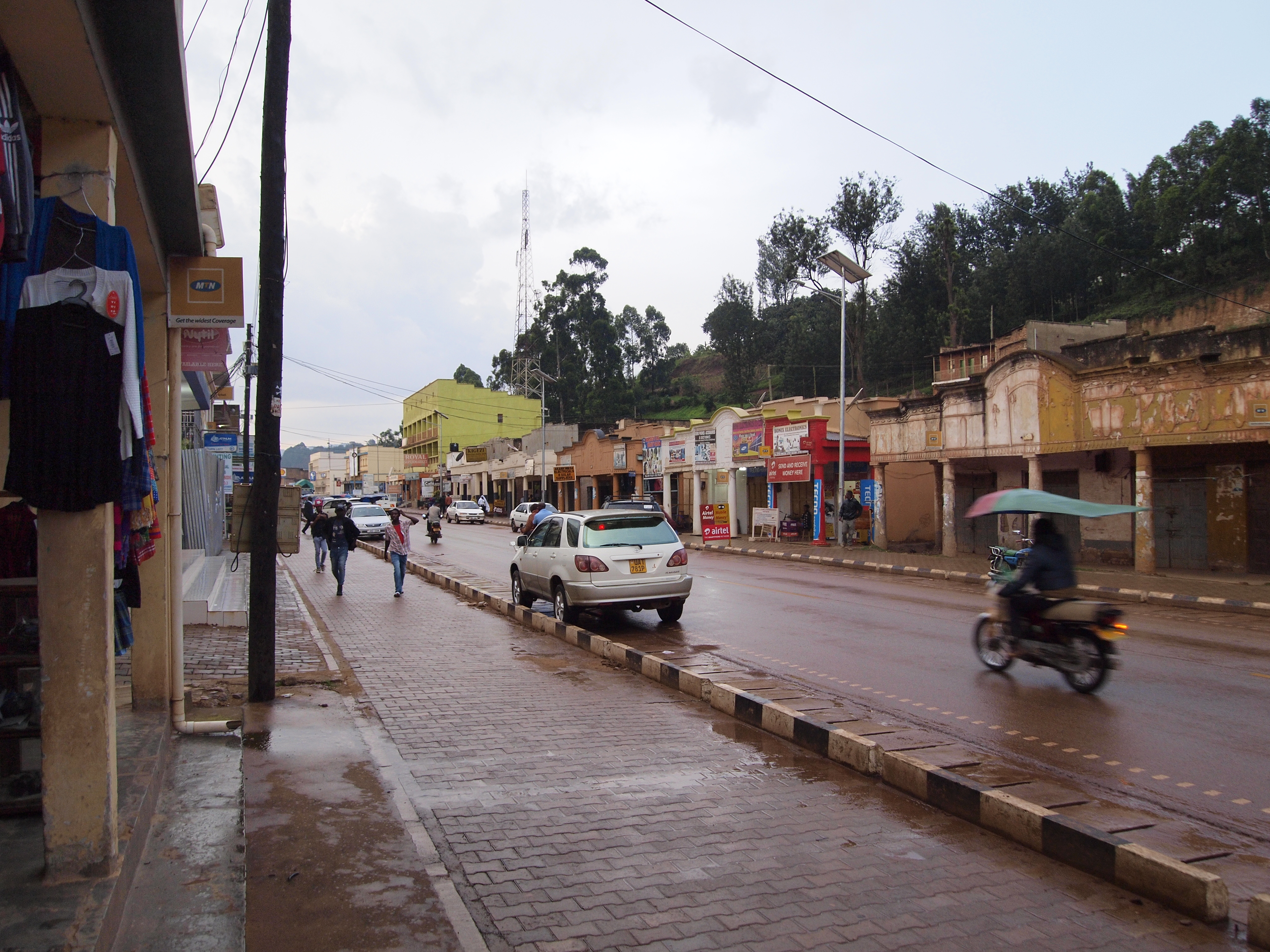
Die Hauptstraße
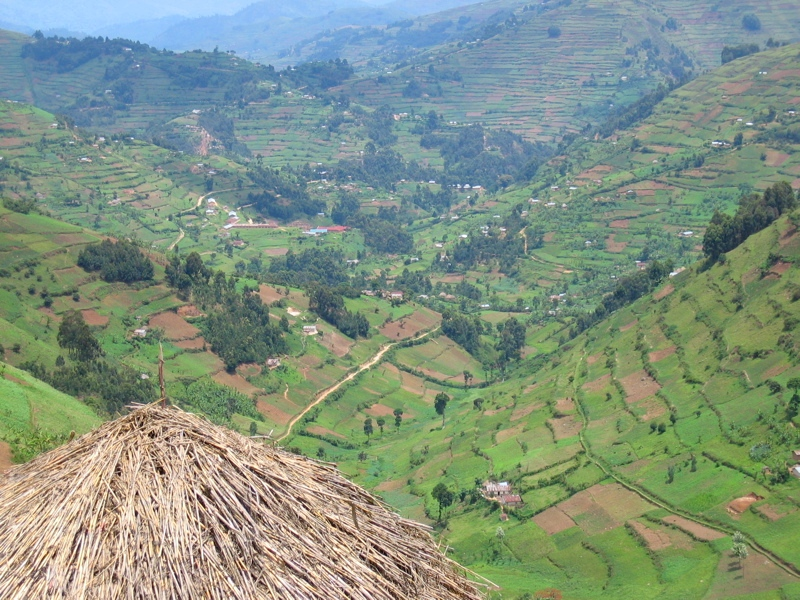
Kabales Landschaft